# Гней Сентій Сатурнін (консул 41 року)
Гней Сентій Сатурнін (лат. Gnaeus Sentius Saturninus; ? — 66) — державний та військовий діяч Римської імперії, консул 40 року.

## Життєпис
Походив з патриціанського роду Сентіїв. Син Гнея Сентія Сатурніна, консула 4 року. Замолоду став едилом. У 37 році став міським претором. У 41 році — консул разом з імператором Гаєм Калігулою. Після вбивства імператора у 41 році намагався разом з колегою Квінтом Помпонієм Секундом відновити республіку. Проте вони довго сперечалися щодо першочерговості та впливу. Цим скористались преторіанці, які проголосили імператором Клавдія.
Втім у 43 році імператор Клавдій взяв Сентія у похід до Британії. Тут за свої звитяги отримав тріумф. Згодом увійшов до колегії квіндецемвірів. У 66 році можливо брав участь у змові проти імператора Нерона. Тому йому було наказано накласти на себе руки.